# Обманувшая весна 1956
«Обманувшая весна 1956 года» (алб. Pranvera e rrejshme e 56-s) — политический кризис власти в НР Албания весной 1956 года. Возникла в результате противоборства между ортодоксально-сталинистским руководством Албанской партии труда (АПТ) и группой сторонников Хрущёвской оттепели. Достигла кульминации на партконференции АПТ в Тиране 14—20 апреля. Завершились победой правящей группировки Энвера Ходжи, новой волной репрессий и ужесточением режима. В современной Албании считается выступлением против диктатуры.

## Контекст
К началу 1956 года коммунисты находились у власти в Албании более десятилетия. Была установлена монополия власти Албанской партии труда (АПТ, до 1948 — Коммунистическая партия Албании) во главе с Энвером Ходжей, огосударствлена экономика, общество поставлено под тотальный контроль тайной полиции Сигурими. Вооружённое сопротивление националистов Балли Комбетар жёстко подавлено ещё в 1940-х годах, попытки эмигрантского Национального комитета «Свободная Албания» организовать восстание не дали результатов. Резня 1951 года уничтожила остатки подполья и потенциальные центры сопротивления. Албанская политика отличалась наиболее последовательным сталинизмом из всех восточноевропейских сателлитов СССР.
Первоначально Компартия Албании ориентировалась не только на СССР, но и на ФНРЮ. Однако советско-югославский раскол 1948 года привёл к разрыву Албании с Югославией. Иосип Броз Тито сделался главным врагом, титоизм («капиталистическое самоуправление») — главным жупелом политики Ходжи. В ходе партийной чистки были разгромлены албанские «титовцы», их лидер Кочи Дзодзе — бывший министр внутренних дел, начальник Сигурими, второе лицо государства — повешен по приговору суда.
Смерть Иосифа Сталина в 1953 году дестабилизировала весь Восточный блок. Руководство АПТ крайне настороженно отнеслось к переменам в советской политике. Особое недовольство вызвали такие действия, как начало реабилитации репрессированных и нормализация советско-югославских отношений.

## Дестабилизация
25 февраля 1956 года первый секретарь ЦК КПСС Никита Хрущёв выступил на XX съезде с докладом О культе личности и его последствиях. Впервые от руководства КПСС прозвучало официальное осуждение политики Сталина. Другие правящие компартии были вынуждены принимать хотя бы символические меры соответствия.
На XX съезде присутствовала делегация АПТ во главе с первым секретарём ЦК Энвером Ходжей. Несмотря на испытанный шок, первоначально албанские власти воздержались от критики и провели все соответствующие ритуалы — выражение полной поддержки, митинги по итогам с выступлениями Ходжи, тематический пленум ЦК, собрания партактива на местах. Однако в закрытом отчёте советского посольства в Албании отмечалось:

На областных и районных активах, а также партсобраниях и партконференциях основное внимание было сосредоточено на хозяйственных вопросах, работе партии и госаппарата, а вопросам идеологической работы и борьбы с культом личности нужного значения не было придано… Не было должного освещения этих вопросов и в печати, хотя Агентство «Рейтер» и радио Белграда уже передали основное содержание доклада т. Хрущева на XX съезде о культе личности, в ГДР по этим вопросам выступил Вальтер Ульбрихт, а в Венгрии был реабилитирован Райк и его сторонники. В связи с этим вопросы о культе личности, о соблюдении в АПТ ленинских норм партийной жизни, о соблюдении законности и другие были поставлены перед лекторами ЦК АПТ, но они, не будучи в курсе этой проблемы, не могли, по существу, дать правильных ответов на поставленные вопросы.

В некоторой части партийного актива было такое мнение, что раз были ненормальности в этом отношении в других странах, то они, якобы, обязательно должны быть и в Албании. Более того, среди отдельных членов партии существовало такое мнение, что раз Энвер Ходжа пользуется большой популярностью в народе, раз его уважают, то это и есть культ личности. Не находя должного освещения этих проблем ни на партактивах, ни в лекциях, ни в печати, обсуждение их пошло в кулуарах, и враждебные элементы стремились дать им желаемое для них направление.

Несмотря на то, что в целом по стране партийные конференции прошли хорошо, на высоком организационном и политическом уровне, были случаи, когда конференции не оказывались на должной высоте, в частности в Тиране и Дурресе. По сообщению албанских товарищей, на партконференции в Дурресе была сделана попытка нанести удар партийному руководству района и защитить антипартийные элементы. Здесь же обнаружилась слабость партийной дисциплины.

Руководство АПТ попыталось спустить на тормозах обсуждение данной темы, ограничиться расплывчатыми и ни к чему не обязывающими заявлениями «в духе XX съезда». Энвер Ходжа высказался в том плане, что в «классовой борьбе недопустимо сектантство». Печатный орган АПТ газета Зери и популлит опубликовала статью Ходжи «Марксизм-ленинизм учит: историю творит народ», в которой говорилось о «развитии социалистической демократии» и что «критика культа личности в Албании началась в 1954 году». Это оказалось достаточно для позитивного восприятия в Москве. Однако в партии сложилась группа, добивавшаяся конкретных реформаторских шагов.

## Оппозиция
Лидером партийных реформаторов выступал Тук Якова — один из основателей Компартии Албании, бывший член политбюро ЦК и министр финансов НРА. Ещё в 1951 году он был выведен из партийного руководства за «потерю бдительности в классовой борьбе», а в 1955 фактически сослан в Берат и содержался под надзором Сигурими. Его поддерживали такие видные деятели и ветераны компартии, как бывший генеральный прокурор Бедри Спахиу, секретарь ЦК Лири Белишова, генералы Панайот Плаку и Дали Ндреу, руководитель женского движения Лири Гега.
Группа Яковы не ставила под сомнение принцип однопартийного правления. Но она выступала за коллегиальность партийного руководства, прекращение политических репрессий, ограничение роли Сигурими, снижение темпов индустриализации и коллективизации, отказ от «ложного социалистического соревнования», повышение социальных расходов и поддержки села за счёт инвестиций в тяжёлую промышленность, сокращение вооружённых сил и обучение демобилизованных военнослужащих рабочим профессиям. Многие из этих предложений так или иначе практиковались в Советском Союзе периода Хрущёвской оттепели.
«Партийная фронда» настаивала на возвращении к руководству Тука Яковы, Бедри Спахиу, Панди Кристо. Другим принципиальным требованием являлась реабилитация репрессированных «титовцев», прежде всего Кочи Дзодзе. Этот момент был категорически неприемлем для Ходжи. Он означал признание чистки 1948 года политическим террором и неминуемо вёл к разоблачениям, утрате власти и личному преследованию. В этом отношении Ходжа мог опереться на поддержку практически всего высшего эшелона АПТ. Вокруг него сплотились премьер-министр Мехмет Шеху, заместитель премьер-министра Хюсни Капо, министр внутренних дел Кадри Хазбиу, министр обороны Бекир Балуку, председатель президиума Народного собрания Хаджи Леши, первый секретарь столичного комитета АПТ Фикирете Шеху (жена премьера), кураторы идеологии и пропаганды Неджмие Ходжа (жена первого секретаря) и Рамиз Алия.
Оппозиционеры надеялись прежде всего на поддержку хрущёвского СССР. Но эти надежды не оправдались. Как явствует из того же посольского отчёта, советское руководство на тот момент однозначно ориентировалось на Ходжу и разделяло его оценки ситуации. Выступления оппонентов Ходжи характеризовались как «антипартийные».

Известное влияние оказала враждебная пропаганда и подспудная работа сторонников Кочи Дзодзе. Друзья также не исключают того, что некоторая работа в этом отношении была проведена и работниками югославской миссии в Тиране. Почти при каждом остром моменте вражеские элементы пытались вбить клин в единство партии. Так, например, в момент изменения взаимоотношений с Югославией выступили против линии партии Тук Якова и Бедри Спахиу, а теперь, после XX съезда КПСС, выступили другие антипартийные элементы.

Руководство КПСС опасалось не столько «пережитков культа личности», сколько подрыва партийной монополии — в том числе и в Албании. Таким образом, главный расчёт албанской внутрипартийной оппозиции являлся безосновательным.
На середину апреля 1956 года была назначена партийная конференция АПТ в Тиране. Генералы Плаку и Ндреу готовили выражение недоверия Ходже и Шеху. Однако эти планы стали известны министру Балуку. Он проинформировал супругу Ходжи, та — министра Хазбиу, который привёл в готовность силы Сигурими. Обе стороны подготовились к решающему столкновению. Однако оппозиционеры не планировали силового варианта. Они были уверены, что поддержка общества и большинства партии, а главное — руководства КПСС, обеспечивает им успех. Организационная подготовка велась бессистемно, соотношение сил оценивалось нереалистично.

## Конференция
Партконференция (впоследствии получившая характеристику «трагического события») открылась 14 апреля 1956 года. В ней участвовали около 350 делегатов от примерно 200 парторганизаций. Председательствовал Бекир Балуку. Вступительное слово произнесла Фикирете Шеху, рассчитывавшая задать собранию консервативно-сталинистскую тональность. Однако значительная часть делегатов открыто поддержала реформаторские позиции. Возмущение вызывали произвол властей, репрессии, номенклатурные привилегии, бедность албанских трудящихся.

Почему ЦК АПТ не сделал никаких выводов в духе XX съезда КПСС, как сделали их коммунистические партии других стран?

Польская газета «Трибуна люду» напечатала комментарий с критикой культа личности Сталина. Почему он не опубликован в наших газетах?

Обсудило ли политбюро вопрос о культе личности применительно к нашей ситуации?

Как смотрятся в свете XX съезда действия, предпринятые против Тука Яковы и Бедри Спахиу?

В ЦК процветает семейственность, состоят многие мужья и жёны. Почему не ставится вопрос о недопустимости этого?

Почему растут оклады партийного начальства, которое не оправдывает себя?

Вопросы делегатов, поданные в президиум конференции

Наиболее активно полемику с президиумом вели директор партийной киностудии Нести Зото, сотрудник Радио Тираны Вахип Деми, партийный функционер Ниязи Яхо, генерал Хулеси Спахиу, полковник Ильяс Ахмети и ряд других. В советском посольском отчёте — выдержанном в пользу руководства АПТ — с тревогой констатировалось, что многие из них обучались в СССР.
Развернувшаяся бурная дискуссия ввергла в растерянность Фикирете Шеху. Она фактически расписалась в несостоятельности, заявив, что готова отвечать только на вопросы, непосредственно касающиеся парторганизации Тираны. Остальные переадресовывались Балуку, который давал понять, что дискуссия выходит за допустимые рамки. В частности, он заявил, что нападки на семейственность в ЦК являются «атакой на коммунизм и революцию».
15 апреля на конференцию прибыл Энвер Ходжа. Партийная субординация пересилила фронду — делегаты приветствовали первого секретаря. К удивлению многих, Ходжа выступил с некоторой самокритикой и одобрил «смелую постановку вопросов». Возникло ложное представление о «единении партийных масс с руководством». Но когда ободренные делегаты стали выступать с полной откровенностью, Ходжа начал их жёстко одёргивать, а представители Сигурими — фиксировать «титовцев». Такой поворот деморализовал делегатов. Стало известно, что приказом Ходжи и Балуку в столице приведён в боеготовность танковый батальон.
16 апреля ситуация на форуме резко изменилась. Энвер Ходжа возглавил контратаку. Ему вторили Бекир Балуку, Кадри Хазбиу, Фикирете Шеху, Рамиз Алия. В зале явственно ощущалось присутствие агентов Сигурими. В следующие дни превратились в сеанс разоблачения «врагов, окопавшихся в партии». 20 апреля конференция закрылась подготовленной в президиуме резолюцией «о единстве».

## Последствия
Несколько делегатов, проявившие особую активность в первый день и позволившие себе полемику с Ходжей были арестованы. Дали Ндреу, Лири Гега, Нести Зото, Вехип Деми вскоре расстреляны. Панайот Плаку бежал в Югославию и был убит агентами Сигурими. Тук Якова приговорён к двадцати годам и вскоре умер в тюрьме. Бедри Спахиу осуждён на 25 лет, Лири Белишова интернирована. Десятки делегатов отстранены от прежних должностей, исключены из партии, поставлены под надзор Сигурими. Партконференция в целом была объявлена «югославским заговором».
Судьбы тех, кто подавлял внутрипартийную оппозицию и расправлялся с её участниками, тоже оказалась незавидны. Бекир Балуку расстрелян в 1975 по обвинению в военном заговоре. Мехмет Шеху погиб при неясных обстоятельствах в 1981 и посмертно обвинён в заговоре и измене. Кадри Хазбиу и Фечор Шеху (племянник премьера) расстреляны в 1983 как участники «заговора Шеху». Фикирете Шеху в 1988 умерла в тюрьме. При этом все они, помимо прочего, обвинялись в причастности к «югославскому заговору» и «потворстве антипартийным элементам» на партконференции 1956 года.
Албания оказалось единственной страной Восточной Европы, руководство которой демонстративно отказалось следовать линии XX съезда КПСС. «Обманувшая весна» завершилась репрессиями и укреплением власти Энвера Ходжи. Дальнейшее развитие этой тенденции привело в 1961 году к разрыву с СССР и переориентации на маоистскую КНР. Политика АПТ сохраняла сталинистский характер до падения под ударами массовых протестов в начале 1990-х годов.
Второстепенным, но немаловажным последствием явилось укрепление позиций Рамиза Алии, который 29 лет спустя стал преемником Ходжи.
В современной Албании апрельская партконференция 1956 года считается актом борьбы коммунистических идеалистов против сталинистской диктатуры. Главным исследователем этих событий выступает профессор истории Ана Ляляй, которая ввела для их обозначения термин Pranvera e rrejshme — Обманувшая весна.